# Alexe Dumitru
Alexe Dumitru (* 21. März 1935 in Mahmudia; † 17. Mai 1971) war ein rumänischer Kanute.

## Erfolge
Alexe Dumitru gab sein Olympiadebüt 1956 in Melbourne im Zweier-Canadier mit Simion Ismailciuc auf zwei Distanzen. Über 1000 Meter schlossen sie ihren Vorlauf etwa vier Sekunden vor Grazian Botew und Pawel Charin aus der Sowjetunion auf dem ersten Platz ab, womit sie sich für den Endlauf qualifizierten. In diesem überquerten sie erneut vor Botew und Charin die Ziellinie: In einer Rennzeit von 4:48,6 Minuten erhielten sie als Olympiasieger die Goldmedaille. Dritter wurden die Ungarn Károly Wieland und Ferenc Mohácsi. Weniger erfolgreich verlief der Tags zuvor durchgeführte Wettbewerb auf der 10.000-Meter-Strecke. In 55:51,1 Minuten legten Dumitru und Ismailciuc die Renndistanz zurück und schlossen das Rennen auf dem fünften Platz unter zehn Teilnehmern ab. Bei den Olympischen Spielen 1960 in Tokio trat er mit Igor Lipalit im Zweier-Canadier über 1000 Meter an und erreichte mit ihm nach Rang drei im Vorlauf erneut das Finale. In diesem verpassten sie als Vierte knapp einen Medaillengewinn.
Zwischen den beiden Spielen wurde Dumitru mit Simion Ismailciuc 1958 in Prag im Zweier-Canadier Weltmeister. Darüber hinaus wurden die beiden 1957 in Gent auch Europameister über 10.000 Meter und gewannen über 1000 Meter die Silbermedaille. Mit Alexe Iacovici gewann Dumitru zwei Jahre darauf bei den Europameisterschaften in Duisburg über 1000 Meter im Zweier-Canadier die Bronzemedaille.